# イソプレゴール
イソプレゴール（isopulegol）とは、アルコールの1種であり、5-メチル-2-（1-メチルエテニル）シクロヘキサン-1-オール（5-methyl-2-(1-methylethenyl)cyclohexan-1-ol）のことである。この有機化合物は立体異性体（シス-トランス異性体）を持つ。
分子式はC10H18O、分子量は154.24932

。
なお、ジバクアリがまき散らす液体に含まれていることが知られている。
この他、イソプレゴールはメントールを合成する際の中間生成物としても知られる。

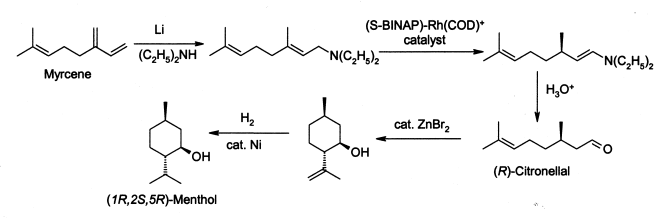
メントールの合成法。イソプレゴールの持つC=C二重結合に対して、ニッケル触媒を用いた接触還元を行うことで、メントールとなる。図では、左下の(1R,2S,5R)-Mentholへ行く段階。

消防法に定める第4類危険物 第3石油類に該当する。